# Chalcolepidius porcatus
Chalcolepidius porcatus is een keversoort uit de familie van de kniptorren (Elateridae). De wetenschappelijke naam is gepubliceerd in 1767 door Linnaeus.